# Литвино (селище)
Литвино (рос. Литвино) — селище в Ленському районі Архангельської області Російської Федерації.
Населення становить 521 особу. Входить до складу муніципального утворення Сойгинське поселення.

## Історія
Від 2004 року входить до складу муніципального утворення Сойгинське поселення.

## Населення
| 2002 | 2010 | 2012 |
| ---- | ---- | ---- |
| 663  | ↘468 | ↗521 |